# Чумаковский сельский совет (Томаковский район)
Чумаковский сельский совет (укр. Чумаківська сільська рада) — входит в состав Томаковского района Днепропетровской области Украины.
Административный центр сельского совета находится в селе Чумаки.

## Населённые пункты совета
- с. Чумаки
- с. Крутенькое
- с. Червоный Яр